# Mukiivka, Bilopillea
Mukiivka (în ucraineană Мукіївка) este un sat în comuna Verhosulka din raionul Bilopillea, regiunea Sumî, Ucraina.

## Demografie
Componența lingvistică a localității Mukiivka
     Ucraineană (96,55%)
     Rusă (3,45%)
Conform recensământului din 2001, majoritatea populației localității Mukiivka era vorbitoare de ucraineană (96,55%), existând în minoritate și vorbitori de rusă (3,45%).